# Жюссьё, Кристоф де
Кристоф де Жюссьё (фр. Christophe de Jussieu 1685—1758) — французский ботаник, член семьи известных ботаников.
Брат Антуана, Бернара и Жозефа, отец Антуан Лорана, дед Адриен Анри Лорана Де Жюссьё.
В честь семьи Жюссьё в Париже называется рю Жюссьё, а по ней — Жюссьё (станция метро).

## Источник
- Бекетов А. Н. Жюссьё // Энциклопедический словарь Брокгауза и Ефрона : в 86 т. (82 т. и 4 доп.). — СПб., 1890—1907.